# Guerrino Cattaneo
Guerrino Cattaneo (Magenta, 9 gennaio 1908 – La Spezia, 1º agosto 1992) è stato un calciatore italiano, di ruolo centrocampista.

## Carriera
Giocò una stagione in Serie A con il Milan e cinque stagioni in Serie B con Cagliari e Spezia.

## Palmarès

### Club

#### Competizioni nazionali
- Serie C: 3

Spezia: 1935-1936
Varese: 1941-1942, 1942-1943